# Kyū Sakamoto
Kyū Sakamoto (jap. 坂本九 Sakamoto Kyū; ur. 10 grudnia 1941, zm. 12 sierpnia 1985) – japoński piosenkarz i aktor. 
Jego prawdziwe nazwisko: Hisashi Ōshima (jap. 大島九 Ōshima Hisashi). Zginął w katastrofie lotniczej (JAL 123) na górze Osutaka w Japonii.
Jego piosenka pt. „Ue-o muite arukō” (w wolnym tłumaczeniu: „Spacerujmy z marzeniami w chmurach”), skomponowana przez Rokusuke Ei i Hachidai’a Nakamurę, jest do dziś jedynym w historii japońskim utworem, który znalazł się na szczycie listy przebojów Billboard Hot 100 w USA. Zawitał na szczyt listy w 1963 i utrzymywał się tam przez trzy tygodnie. Poza Japonią piosenka ta jest znana pt. „Sukiyaki”, ale jej słowa nie są tłumaczeniem oryginału. W wersji oryginalnej piosenka ta była popularna także w Polsce.

## Tekst piosenki „Ue-o muite arukō”
Fragment:
上を向いて歩こう Ue-o muite arukō
涙がこぼれないように namida-ga koborenai yō-ni
思い出す春の日 omoidasu haru-no hi
一人ぼっちの夜 hitoribotchi-no yoru
W wolnym przekładzie:
W samotny wieczór, wspominam tamten dzień,
Patrzę w górę, 
Gdzieś ponad chmurami jest szczęście,
Patrzę w górę, 
Aby nie ronić łez...

## Albumy
- 1963 – Sukiyaki And Other Japanese Hits
- 2005 – Kyu Sakamoto Memorial Best
- 2005 – Kyu Sakamoto CD & DVD The best